# Morgoth's Ring
Morgoth's Ring ("L'Anello di Morgoth") è il titolo del decimo volume, inedito in Italia, di La storia della Terra di Mezzo un'opera postuma di J.R.R. Tolkien, curata dal figlio Christopher Tolkien. Questo volume, così come The War of the Jewels, fornisce appunti e scritti dettagliati riguardo alla cosmologia tolkieniana che è redatta nella sua forma finale nel Silmarillion. Questo libro menziona alcuni personaggi che non compaiono altrove, come Findis e Irimë, le figlie di Finwë.

## Contenuto
Il volume contiene brani riguardanti le seguenti tematiche:
1. Revisioni del 1951 del Silmarillion, che testimoniano la drastica rivisitazione di Tolkien riguardo alle sue leggende.
2. Annals of Aman ("Annali di Aman"); una dettagliata cronologia dalla creazione del mondo fino alla fine della Prima Era, inclusa una spiegazione sul computo del tempo durante gli Anni dei Valar.
3. Laws and Customs among the Eldar ("Leggi e costumi tra gli Eldar"); svariati scritti e leggende sugli Eldar, in particolare riguardo ai matrimoni e all'assegnazione dei nomi, e sulla concezione tolkieniana dell'anima e del corpo.
4. Athrabeth Finrod ah Andreth; una discussione tra due personaggi, il re elfico Finrod Felagund e Andreth, una donna mortale, riguardo alle differenze metafisiche tra Elfi e Uomini.
5. Tale of Adanel ("Racconto di Adanel"); la versione tolkieniana del peccato originale.
6. Myths Transformed ("Miti trasformati"); numerosi frammenti su Morgoth, Sauron e l'origine degli Orchi.